# Собственная Его Императорского Величества канцелярия
Со́бственная Его́ Импера́торского Вели́чества канцеля́рия (сокращённо — Собственная Е. И. В. канцелярия) — личная канцелярия российских императоров, со временем видоизменённая в один из центральных органов власти. Была создана при Петре I, реформирована при Екатерине II, упразднена Александром I при создании министерств; однако в 1812 году вновь учреждена для работы с делами, требовавшими личного участия государя. Функции Собственной Е. И. В. канцелярии императором Николаем I были значительно расширены. С 1826 и до 1881 года Собственная канцелярия подразделялась на несколько самостоятельных отделений, значение каждого соответствовало министерскому. Упразднена постановлением Временного правительства от 7 апреля 1917 года.

## Императорский кабинет
При Петре I собственная канцелярия государя называлась Кабинетом. При Петре II этому учреждению была подчинена Собственная вотчинная канцелярия, учреждённая Екатериной I для заведования императорским имуществом и просуществовавшая до 1765 года, вследствие чего в деятельности Кабинета получили преобладание дела по заведованию императорскими вотчинами и особенно горными заводами. В царствование Екатерины II эти дела становятся единственным предметом в ведении Кабинета; последнее обстоятельство вызвало образование отдельной от Кабинета Собственной канцелярии.

## Канцелярия Павла I
При Павле I канцелярия государя пользовалась большим влиянием: в неё поступали дела, заслуживавшие особенного высочайшего внимания, мемории Правительствующего Сената и жалобы на верховные правительственные места и лица. По словам Трощинского, государственный чиноначальник, управлявший сею канцеляриею, был действительным министром «Его Императорского Величества по всем делам государственного управления». Эта канцелярия была закрыта в 1802 году с учреждением министерств.

## Канцелярия Александра I
Существовавшая до Февральской революции 1917 года Собственная Его Императорского Величества канцелярия учреждена в 1812 году ввиду чрезвычайных обстоятельств Отечественной войны; указа об учреждении её в Полном Собрании Законов Российской империи нет. В ней сосредоточивались дела, подлежавшие высочайшему усмотрению. Доклады почти по всем ведомствам восходили к государю через Собственную канцелярию, которой с 1812 по 1825 год управлял А. А. Аракчеев. Занимала канцелярия казённый дом на углу Литейной и Кирочной улиц (там, где ныне стоит Дом офицеров).

## Канцелярия Николая I и Александра II
Новое развитие Собственная канцелярия получила в царствование Николая I, когда на неё были возложены особые задачи, для чего были постепенно образованы шесть отделений канцелярии, имевших самостоятельное положение, а по своему значению равные министерствам. В 1826 году прежняя Собственная канцелярия получила наименование первого отделения Собственной Е. И. В. канцелярии; в том же году были учреждены второе и третье отделения Собственной канцелярии, в 1828 — четвёртое, в 1836 — пятое и в 1842 — шестое (два последних отделения — временные).
Четыре отделения Собственной канцелярии просуществовали до начала 1880-х годов, когда все отделения, кроме первого, были переданы соответствующим министерствам.

### Первое отделение
В царствование Николая I и Александра II занималось подготовкой высочайших указов, приказов и рескриптов, контролем за их исполнением, представлением государю докладов и прошений. При Первом отделении (помещавшемся до 1856 непосредственно в Зимнем дворце) действовали Комитет призрения заслуженных гражданских чиновников (с 1859) и Инспекторский департамент гражданского ведомства для заведования личным составом гражданских чинов (1846-58).
Имевшийся при Собственной канцелярии архив представлял большую историческую значимость; в 1868 году по повелению Александра II начался разбор архивных бумаг с целью последующего издания. Результатом этой работы является «Сборник исторических материалов, извлеченных из Архива I отделения Собственной Е. И. В. канцелярии» (выпуски I—III, СПб. 1876—1890), в который вошли материалы, относящиеся главным образом к царствованию Александра I.
Управляющими первым отделением после Аракчеева были Н. Н. Муравьёв, А. С. Танеев (1832—1865) и его сын С. А. Танеев (1865—89).

### Второе отделение
Второе отделение образовано в 1826 году взамен малоэффективной Комиссии составления законов. Это отделение имело своей целью, в противоположность прежней комиссии, не сочинение новых законов, а приведение в порядок действующих. Под руководством М. М. Сперанского отделение подготовило Полное собрание законов Российской империи и Свод законов Российской империи. В 1882 году преобразовано в Кодификационный отдел при Государственном совете.

### Третье отделение
Третье отделение занималось сыском и следствием по политическим делам, осуществляло цензуру (до 1865), боролось со старообрядчеством и сектантством, ведало политическими тюрьмами, расследовало дела о жестоком обращении помещиков с крестьянами, позднее надзирало за революционерами и антиправительственно настроенными общественными деятелями. Фактически это был высший орган политической полиции. В 1880 г. реорганизовано в Департамент государственной полиции при Министерстве внутренних дел.

### Четвёртое отделение
Ведомство учреждений императрицы Марии было создано в 1828 году на основе канцелярии скончавшейся императрицы Марии Фёдоровны. Подобно канцелярии вдовствующей императрицы, оно занималось делами благотворительности: женским образованием, приютами, здравоохранением.

### Временные отделения
Пятое отделение было создано в 1836 году для подготовки реформы государственной деревни (см. реформа Киселёва) и управления государственными крестьянами Петербургской губернии. Во главе этого отделения был поставлен граф П. Д. Киселёв. В 1837 году под началом Отделения было учреждено Министерство государственных имуществ. Несмотря на то, что цель создания V отделения СЕИВК уже была достигнута, оно не было ликвидировано и продолжало свою деятельность до 1856 года, когда было отменено указом Александра II.
Шестое отделение учреждено в июне 1844 года временно. Занималось устроением мирной жизни в Закавказском крае.

## Канцелярия Александра III и Николая II
Первое отделение в 1882 году вновь получило наименование Собственной Е. И. В. канцелярии, выполнявшей функции личной канцелярии императора. К её ведению относились:
- исполнение получаемых от государя повелений и поручений,
- изготовление в некоторых случаях высочайших указов, рескриптов, приказов, грамот;
- представление государю поступавших в канцелярию на высочайшее имя бумаг по некоторым из высших государственных учреждений, а также донесений начальников губерний;
- объявление (в определённых случаях) монаршей воли по означенным представлениям;
- рассмотрение ведомостей о неисполненных высочайших указах и повелениях;
- рассмотрение и представление на усмотрение императора ходатайств благотворительных учреждений, не состоявших в прямом ведении министерств или главных управлений (прежде всего — находившихся под покровительством высочайших особ);
- первоначальное рассмотрение и дальнейшее направление вопросов, касающихся общих, преимущественно формальных условий гражданской службы, а также наград;
- другие вопросы, связанные с внутренней работой Собственной канцелярии.

В 1892 году при Собственной канцелярии учреждён комитет для рассмотрения представлений к наградам (с 1894 года — комитет о службе чинов гражданского ведомства и о наградах). Производство по делам, вносимым в этот комитет, возлагалось на инспекторский отдел Собственной канцелярии, восстановленный в 1894 году.
Собственная Е. И. В. канцелярия в конце XIX века состояла под начальством управляющего ею статс-секретаря. Должность эту занимали К. К. Ренненкампф (1889—96) и А. С. Танеев (с 1896).